# Walter Stampfli

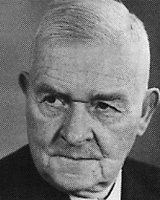

Walt(h)er Stampfli (3 december 1884 - 11 oktober 1965), was een Zwitsers politicus.
Van 1920 tot 1940 was hij secretaris, later directeur van de Gesellschaft der Ludwig von Rollschen Eisenwerke. 
Stampfli was lid van de Vrijzinnige-Democratische Partij (FDP). Van 1930 tot 1940 was hij lid van de Nationale Raad. Op 18 juli 1940 werd Stampfli in de Bondsraad gekozen. Hij bleef lid van de Bondsraad tot 31 december 1947.
Tijdens zijn lidmaatschap van de Bondsraad beheerde Walter Stampfli het Departement van Economische Zaken. Na de oorlog was er van geallieerde zijde kritiek op zijn economisch beleid omdat zij vonden dat Stampfli de Zwitserse economie te dienstbaar had gemaakt aan Duitsland.
In 1943 was Stampfli vicepresident en in 1944 bondspresident.